# Brzice
Brzice település Csehországban, Náchodi járásban. Brzice Hajnice, Kohoutov, Maršov u Úpice, Hořičky, Lhota pod Hořičkami, Chvalkovice és Mezilečí településekkel határos. Lakosainak száma 234 fő (2024. január 1.).

## Népesség
A település lakosságának változását az alábbi diagram mutatja:
| Lakosok száma | 1281 | 1116 | 753  | 390  | 278  | 201  | 234  | 240  | 233  | 234  |
|               | 1869 | 1890 | 1921 | 1950 | 1980 | 2001 | 2017 | 2019 | 2022 | 2024 |